# BSA C11
La BSA C11 est une moto britannique fabriquée par la Birmingham Small Arms Company (BSA) dans son usine d'Armory Road, Small Heath, Birmingham, entre 1939 et 1956. 

## Développement
Le BSA C11 était un monocylindre à boite de vitesses séparée développé avant la Seconde Guerre mondiale à partir de la C10 à soupapes latérales. Équipée de soupapes en tête avec une cylindrée de 249 cm3, la C11 a été lancé en 1939 et a continué à être développé dans les années 1950. Le cadre de la C11 a été amélioré en 1951 lorsque BSA a ajouté une suspension arrière à piston. 

## Version militaire W-C11
Bien que les forces armées britanniques n'utilisaient en 1940 que quelques BSA C11 comme moyen de transport léger (après avoir choisi à la place la BSA M20 ), 530 exemplaires de C11 furent commandées selon les spécifications militaires par le Bureau du Haut-commissariat de l'Inde. Les modifications pour l'utilisation en configuration militaire comprenaient un support arrière sur le garde-boue, un filtre à air supplémentaire sur le réservoir de carburant et un dynamo à la place de la bobine. 

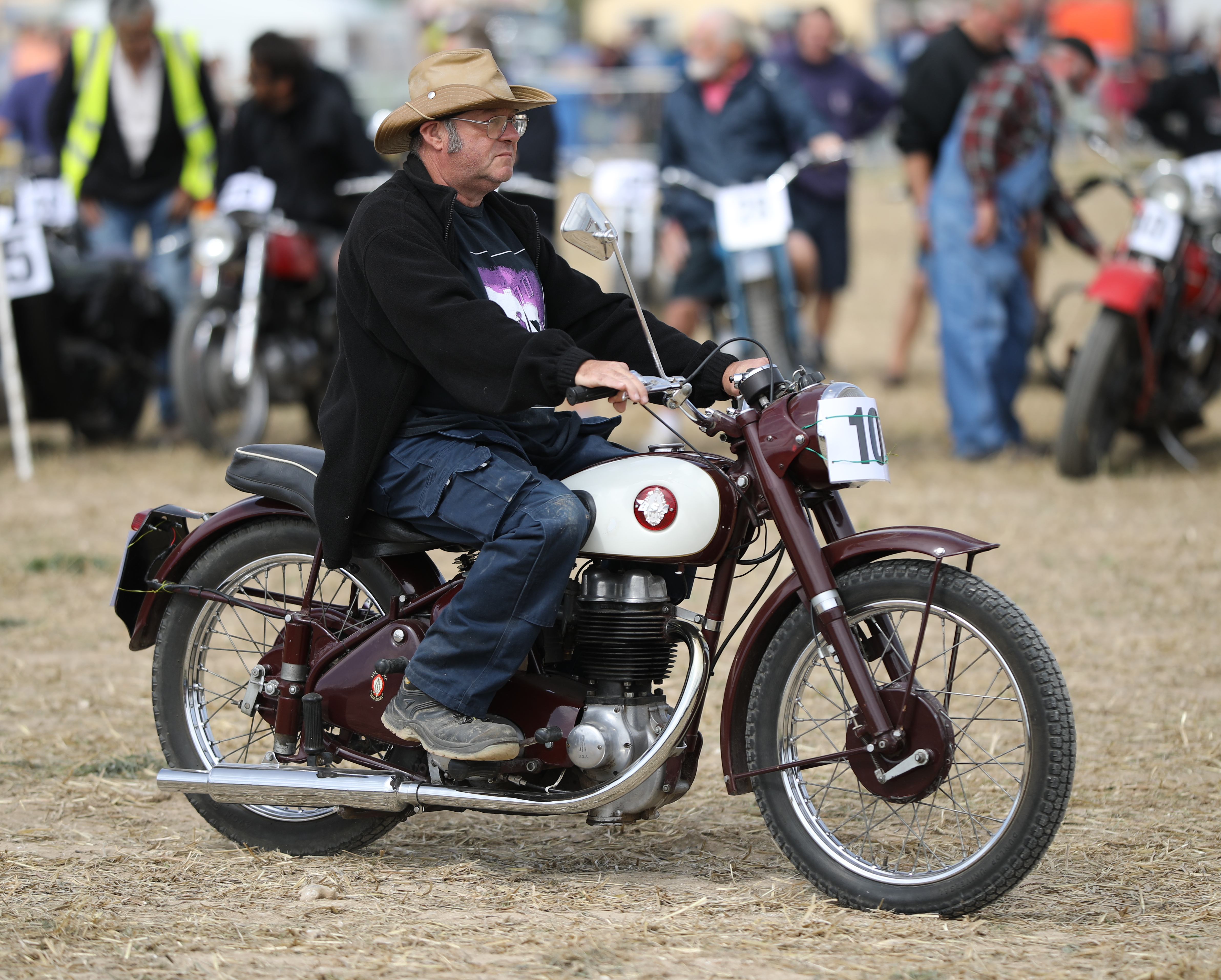
BSA C11G de 1955

## BSA C11G
Les problèmes avec les boîtes de vitesses furent résolus par le modèle C11G, qui était disponible soit avec une boîte de vitesses à trois rapports et cadre rigide, soit avec une boîte de vitesses à quatre rapports dans le cadre à piston. La C11G avait également amélioré les freins avant et est devenu populaire comme moto utilitaire d'après-guerre. 

## Steve McQueen
L'acteur Steve McQueen possédait une BSA C11 de 1951. Peinte en British racing green, la C11 de McQueen avait un réservoir chromé avec des filets verts et or et des roues chromées avec des rayons verts. Après la mort de McQueen, sa C11 fut conservé par sa femme Barbara Minty pendant de nombreuses années avant d'être vendu aux enchères. 

## BSA C12
À partir de 1956, la C11 fut remplacée par la BSA C12 qui avait le même moteur à soupapes en tête de 249 cm3 dans un cadre moderne avec une bonne suspension, des freins plus efficaces et une selle plus confortable. Un certain nombre de modifications apportées au moteur l'ont également rendu plus fiable que la C11. Le BSA C12 a été à son tour remplacé par la BSA C15 en 1958.